# Althepus stonei
Althepus stonei är en spindelart som beskrevs av Christa L. Deeleman-Reinhold 1995. Althepus stonei ingår i släktet Althepus och familjen Ochyroceratidae.
Artens utbredningsområde är Thailand. Inga underarter finns listade i Catalogue of Life.